# Kostel svatého Šimona a Judy (Týnec nad Sázavou)

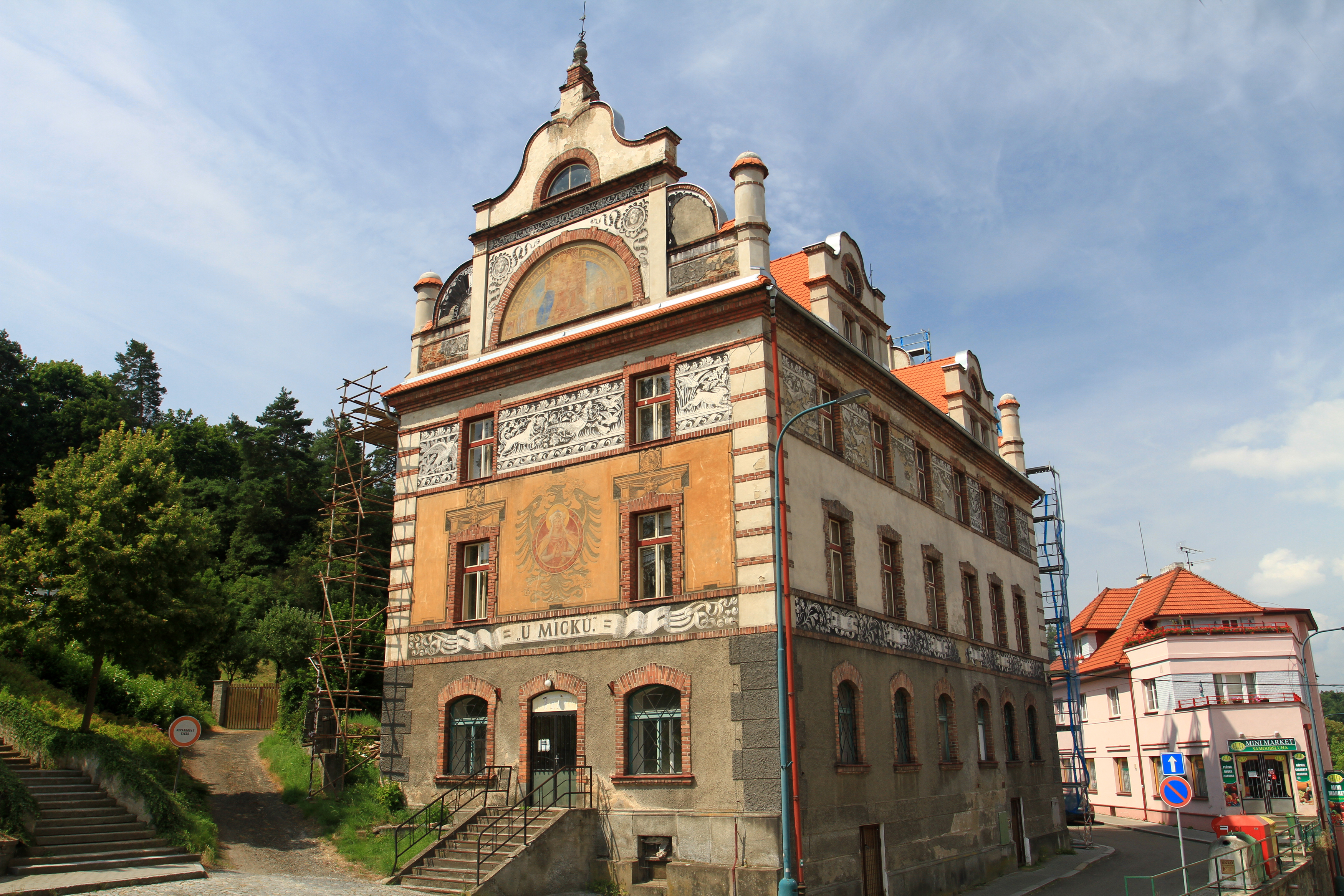
Měšťanský dům „U Micků“ (rok 2009)

Kostel svatého Šimona a Judy se nachází v centru města Týnce nad Sázavou v okrese Benešov na místě starého hřbitova, jižním směrem od hradu. V těsné blízkosti kostela se nachází výrazná obdélníková dvoupatrová neorenesanční budova se sedlovou střechou a s velkými bohatě členěnými štíty z konce 19. století – měšťanský dům „U Micků“. 

## Historie
Dnešní (rok 2020) farní kostel svatého Šimona a Judy byl původně gotický a pocházel pravděpodobně již ze 14. století.

### 1750
Záznamy z roku 1750 popisovaly, že se na hlavním oltáři nacházel obraz svatého Šimona a Judy „starobylým způsobem malovaný“ a v hořejší části oltáře byl obraz Boha Otce. Blízko hlavního oltáře byl umístěn oltář s dřevěnou vyřezávanou sochou Panny Marie Bolestné, která byla dne 10. dubna 1700 vytažena (v neporušeném stavu) z řeky Sázavy. Socha byla zachráněna zprostřed ledových ker u vesnice Kostelec a původně prý stávala na mostě v Ledči. Hrabě Jan Josef z Vrtby spolu se svojí matkou (Barbora Kokorzowská z Kokorzowsza) nechali sochu v roce 1721 vyzdobit, o čemž svědčil latinský nápis umístěný nad sochou. V kostelní lodi bylo možno dále najít oltář svatého Jana Nepomuckého. Ke kostelu patřila i dřevěná zvonice stojící opodál.

### 1755
Barokní úpravy se kostel dočkal v roce 1755, kdy byl doplněn o zcela nové kněžiště s plochým stropem. Přestavba kostela byla financována díky štědrosti hraběte Františka Václava z Vrtby a jeho manželky rozené hraběnky z Klenové. Na střeše kostela byla zřízena věžička osazená starým zvonem (s gotickým nečitelným nápisem), jenž pocházel z kostela v Ledči. V rámci rozsáhlých úprav kostela byl zřízen nový hlavní oltář, v jehož prostřední části byla zasklená skříň se sochou Bolestné Panny Marie a po stranách pak byly umístěny sochy svatého Šimona a Judy. Nová zděná kostelní věž pochází z roku 1765. V letech 1783, 1788 a 1844 byl kostel třikrát vyloupen.

### 1872
V roce 1872 byly na kostele provedeny další úpravy – byl stržen rákosový strop kostela a loď kostela dostala současnou křížovou klenbu.

### 1902
V roce 1902 byl kostel opět opravován. Budova byla zvenku obílena a uvnitř byla provedena jednoduchá malba. Zcela nový hlavní oltář vytvořil truhlář Martin Dvořák z Neveklova (a řezbářské práce provedl řezbář Šoun v Benešově) podle návrhu Ing. Františka Karáska. Z Tyrol byla objednána socha Pána Ježíše na kříži. Ze starého oltáře byly ponechány sochy svatého Šimona a Judy, ale boční oltáře byly natolik sešlé, že musely být odstraněny. Kdysi hlavní oltář byl zachován a postaven v kostelní lodi na pozici postranního oltáře. Čtveřici omalovaných kostelních oken dodal Kryšpín z Prahy. Na příkaz její Jasnosti paní kněžny Hohenbergové byla v roce 1903 do kostela dodána zdarma nová křtitelnice z kamene z Požárských lomů.

## Popis kostela
Farní kostel je jednoduchá neslohová stavba mající obdélníkový tvar a jednu loď s křížovou klenbou bez žeber. Kostelní loď je uzavřena pravoúhlým (v půdorysu příčný obdélník) zaobleným presbytářem (vzadu zakončen mělkou apsidovou částí s novým oltářem) s plochým stropem. V bočních stěnách se nacházejí obdélníková okna (nahoře sklenutá obloukem) vyplněná vzorkovaným sklem; na jednom z nich je napsáno věnování: „Věnovala rodina Mickova l.P. 1902“. Při západní straně kostelní lodi se nachází hranolová věž. V kostelní lodi (na epištolní straně) stojí oltář se sochou Panny Marie v zasklené skříni; po stranách se nachází menší sochy svaté Anny a svatého Jáchyma. V bocích kostelní lodi je po jednom velkém obdélníkovém okně (sklenutém nízkým obloukem), která jsou vyplněna barevně vzorkovaným sklem uprostřed s kruhovými, na skle malovanými obrazy. V jednom okně je vyobrazen svatý Josef s Ježíškem s nápisem: „Věnovali dělníci Brodečtí l.P. 1902“. Ve druhém je obraz svaté Anny s Pannou Marií. V pozadí kostelní lodi se nachází jednoduchá podklenutá kruchta. Na severní straně kostelní lodi je obdélná sakristie a malá předsíňka (před vstupem do lodi) navazující na schodiště. Fasády kostela jsou hladké, jen vnější nároží presbytáře jsou bosovaná. Ve věži kostela jsou tři zvony:
- první je asi z 15. století a nese nápis „Ke cti Boží a svatého Petra apoštola“;
- druhý pochází z roku 1699 (byl ulit Antonínem Schönfeldem ve Starém Městě Pražském) a
- třetí byl ulit v roce 1882 Josefem Diepoldtem.

Farní kostel svatého Šimona a Judy je památkově chráněn od 27. listopadu 1974.